# Cheny
Cheny és un municipi francès, situat al departament del Yonne i a la regió de Borgonya - Franc Comtat. L'any 2007 tenia 2.572 habitants.

## Demografia

### Població
El 2007 la població de fet de Cheny era de 2.572 persones. Hi havia 1.064 famílies, de les quals 334 eren unipersonals (128 homes vivint sols i 206 dones vivint soles), 316 parelles sense fills, 322 parelles amb fills i 92 famílies monoparentals amb fills.
La població ha evolucionat segons el següent gràfic:
Habitants censats

### Habitatges
El 2007 hi havia 1.177 habitatges, 1.082 eren l'habitatge principal de la família, 26 eren segones residències i 69 estaven desocupats. 836 eren cases i 336 eren apartaments. Dels 1.082 habitatges principals, 661 estaven ocupats pels seus propietaris, 408 estaven llogats i ocupats pels llogaters i 12 estaven cedits a títol gratuït; 19 tenien una cambra, 115 en tenien dues, 234 en tenien tres, 355 en tenien quatre i 359 en tenien cinc o més. 704 habitatges disposaven pel capbaix d'una plaça de pàrquing. A 502 habitatges hi havia un automòbil i a 408 n'hi havia dos o més.

### Piràmide de població
La piràmide de població per edats i sexe el 2009 era:
| Homes | Edats   | Dones |
| ----- | ------- | ----- |
| 0     | 95 o +  | 0     |
| 12    | 90 a 94 | 8     |
| 16    | 85 a 89 | 16    |
| 16    | 80 a 84 | 28    |
| 32    | 75 a 79 | 56    |
| 68    | 70 a 74 | 72    |
| 20    | 65 a 69 | 76    |
| 80    | 60 a 64 | 44    |
| 56    | 55 a 59 | 60    |
| 80    | 50 a 54 | 72    |
| 88    | 45 a 49 | 92    |
| 116   | 40 a 44 | 72    |
| 80    | 35 a 39 | 84    |
| 96    | 30 a 34 | 108   |
| 72    | 25 a 29 | 76    |
| 44    | 20 a 24 | 60    |
| 60    | 15 a 19 | 52    |
| 120   | 10 a 14 | 88    |
| 136   | 5 a 9   | 88    |
| 72    | 0 a 4   | 92    |

## Economia
El 2007 la població en edat de treballar era de 1.615 persones, 1.147 eren actives i 468 eren inactives. De les 1.147 persones actives 1.001 estaven ocupades (551 homes i 450 dones) i 146 estaven aturades (65 homes i 81 dones). De les 468 persones inactives 138 estaven jubilades, 143 estaven estudiant i 187 estaven classificades com a «altres inactius».

### Ingressos
El 2009 a Cheny hi havia 1.046 unitats fiscals que integraven 2.471 persones, la mediana anual d'ingressos fiscals per persona era de 16.329 €.

### Activitats econòmiques
Dels 62 establiments que hi havia el 2007, 3 eren d'empreses extractives, 2 d'empreses alimentàries, 1 d'una empresa de fabricació de material elèctric, 3 d'empreses de fabricació d'altres productes industrials, 11 d'empreses de construcció, 9 d'empreses de comerç i reparació d'automòbils, 6 d'empreses de transport, 3 d'empreses d'hostatgeria i restauració, 2 d'empreses financeres, 2 d'empreses immobiliàries, 5 d'empreses de serveis, 11 d'entitats de l'administració pública i 4 d'empreses classificades com a «altres activitats de serveis».
Dels 19 establiments de servei als particulars que hi havia el 2009, 1 era una oficina de correu, 2 oficines bancàries, 3 tallers de reparació d'automòbils i de material agrícola, 4 paletes, 1 guixaire pintor, 1 lampisteria, 3 electricistes, 1 empresa de construcció, 2 perruqueries i 1 restaurant.
Dels 3 establiments comercials que hi havia el 2009, 1 era una botiga de més de 120 m² i 2 fleques.
L'any 2000 a Cheny hi havia 5 explotacions agrícoles.

## Equipaments sanitaris i escolars
L'únic equipament sanitari que hi havia el 2009 era una farmàcia.
El 2009 hi havia 1 escola maternal i 1 escola elemental.

## Poblacions més properes
El següent diagrama mostra les poblacions més properes.